# Авалон (первая часть) (Звёздные врата: SG-1)
«Авалон (первая часть)» (англ. Avalon (Part 1)) — эпизод научно-фантастического телевизионного сериала «Звёздные врата: SG-1», 9-й сезон.
Серию окрестили началом «новых» «Звёздных врат SG-1», которая должна стать продолжением сериала после логического окончания предыдущего сезона. Девятый сезон имеет свою сюжетную линию, включающую информацию о расе Древних, Артурианских легендах и их происхождении. Описываются события, произошедшие спустя полгода после окончания 8 сезона. В этом эпизоде Бэн Браудер и Бо Бриджес присоединились к проекту в качестве основных персонажей Камерона Митчелла (лидера команды SG-1) и Хэнка Лэндри (руководитель SGC).
В рецензии Стивена Грэйвза для «TV Zone» отмечались некоторые смысловые сходства эпизода с такими лентами как «Индиана Джонс и последний крестовый поход» и «Монти Пайтон и Священный Грааль».

## Сюжет
После получения нового назначения в Вашингтон Джек О'Нилл предлагает подполковнику Камерону Митчеллу возглавить команду SG-1. По прибытии в SGC Митчелл с удивлением узнает, что прежний состав SG-1 расформирован. Под руководством вновь назначенного командира SGC, генерала Хэнка Лэндри, Митчелл занимается формированием нового состава SG-1. Но ни один из кандидатов не может оправдать его ожиданий и Митчелл решает собрать воедино старый состав.
Тил’к на планете Дакара занимается делами вновь образованной Нации Свободных Джаффа. Саманта Картер посвятила себя исследованиям в Зоне 51. Дэниел Джексон собирается отправиться на Дедале в Атлантиду.
В это время на Землю прибывает Вала Мал Доран с каменной скрижалью, открывающей путь к сокровищнице Древних. Вала просит Дэниела перевести древние письмена, но как только оказывается в непосредственной близости, надевает себе и Дэниелу свадебные браслеты Гуа’улда Нут. Эти браслеты устанавливают связь между Валой и Дэниелом и при дележе сокровища якобы Валу не смогут обмануть. Но браслеты имеют обратный эффект — при значительном удалении и Вала и Дэниел могут погибнуть. Из-за браслетов Джексон пропускает «поездку» в Атлантиду.
Джексон обнаруживает, что скрижаль подписана Мирдином — одним из Древних, вернувшихся из Атлантиса на Землю после войны с Рейфами. Дэниел предположил, что Мирдин — это один из вариантов имени Мерлин, мага из Короля Артура и Рыцарей Круглого Стола. Так как местоположение сокровища в скрижали не указано, то предлагается искать его в Англии под землей.
С помощью технологии Асгардов найдены пещеры, не имеющие выхода на поверхность и непроницаемые для энергии. Воспользовавшись кольцевыми транспортерами Прометея SG-1 попадает на место, где голограмма Мерлина рассказывает им, что только достойный получит доступ к сокровищам Древних. В поисках испытаний Дэниел и Вала идут в одну сторону, а Митчелл и Тил’к — в другую. Каждая пара попадает в комнаты, двери которых автоматически закрываются и потолок начинает опускаться, грозя раздавить членов команды SG-1. Им предстоит решить головоломки, чтобы вырваться на свободу.